# Naschgarten

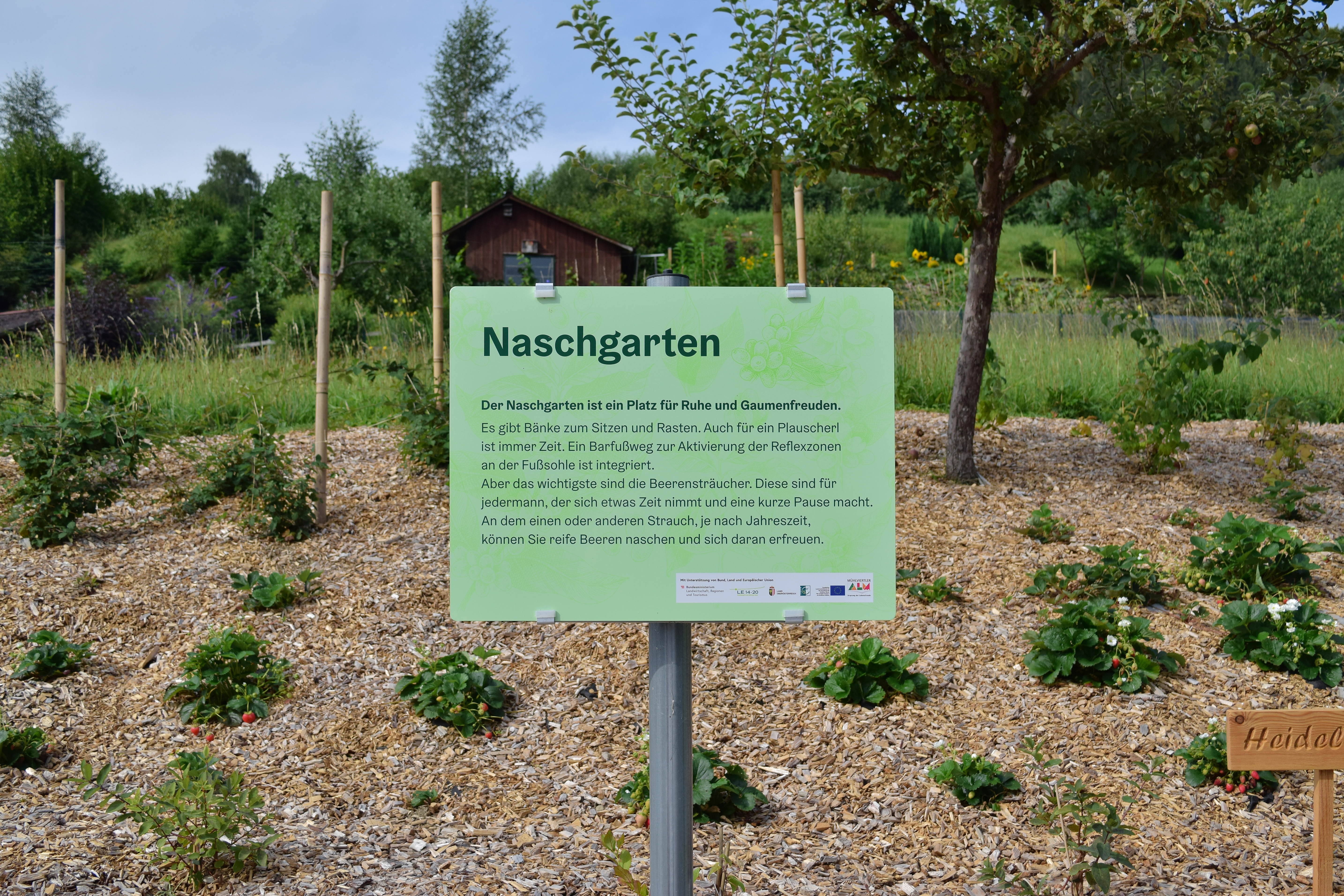
Infotafel zum Naschgarten und Barfußweg am Beginn des Kreuzwegs von Unterweißenbach nach Kaltenberg (2022)

Ein Naschgarten bezeichnet einen Garten, in dem essbare Pflanzen wachsen, von denen direkt genascht werden kann. Die Herkunft des Wortes ist im deutschen Sprachraum belegt und wird im Duden als Garten oder Beet beschrieben, in dem essbare Pflanzen oder Pflanzen mit essbaren Früchten gedeihen. Die Bezeichnung leitet sich vom Verb „naschen“ ab, das im alltäglichen Sprachgebrauch für das Probieren kleiner Mengen verwendet wird.

## Konzept

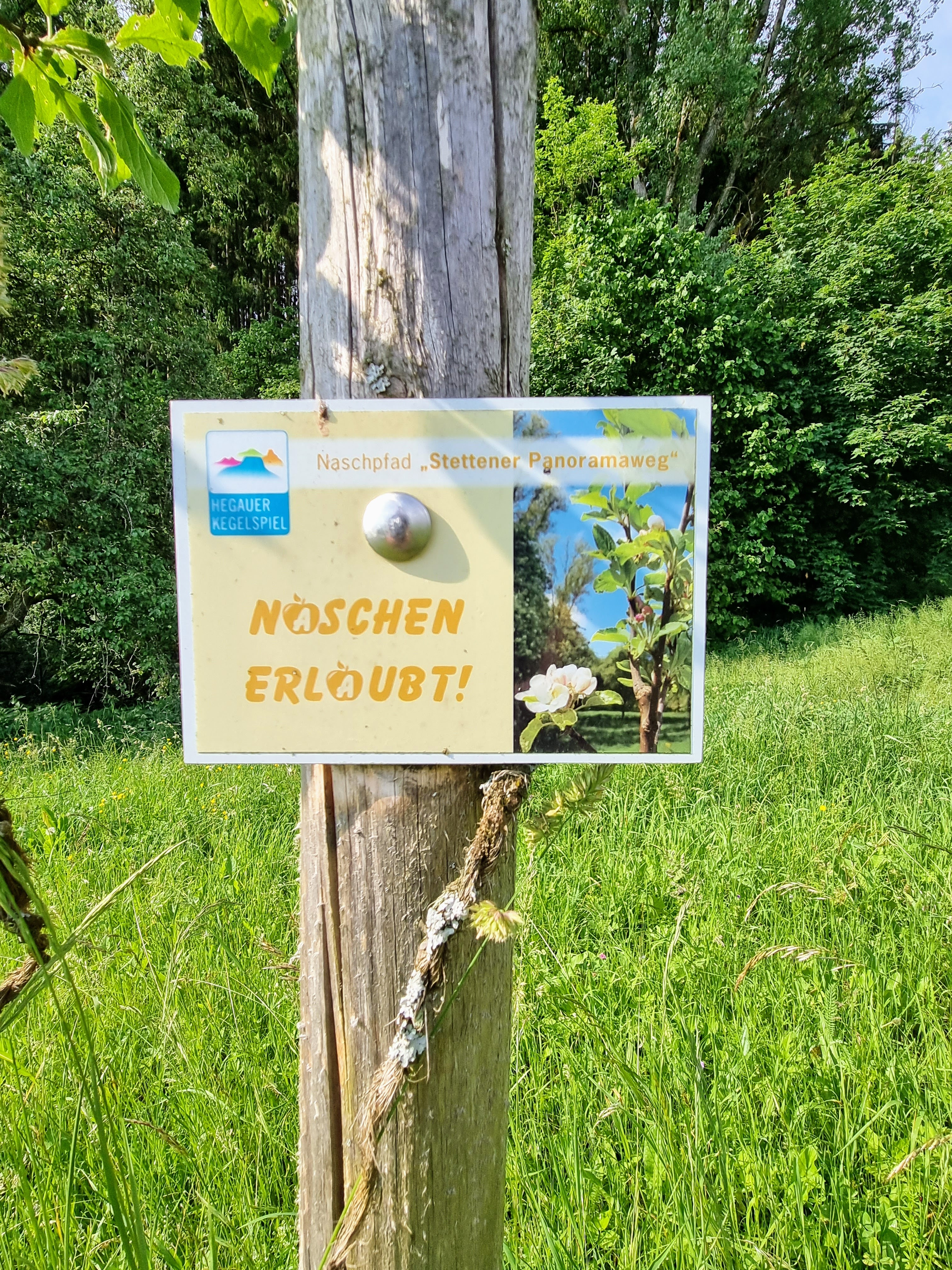
Stadt Engen – Stetten: Stettener Panoramaweg, im „Naschgarten“

Der spezifische Begriff Naschgarten ist eine relativ moderne Wortschöpfung, die vor allem im Kontext von Umweltbildung, Urban Gardening und naturnaher Gartengestaltung populär wurde.
Ein Naschgarten ist eine spezielle Form des Gartens, in dem Obst, Beeren, Kräuter und auch Gemüse angebaut werden. Naschgärten können in einem Garten, aber auch auf Balkons, Terrassen oder auf dem Fensterbrett angelegt werden. Naschgärten werden auch pädagogisch genutzt, zum Beispiel zur Umweltbildung und zur Förderung gesunder Ernährung bei Kindern. Kinder haben die Möglichkeit, direkt von den Pflanzen zu naschen, sich an Pflanzarbeiten, der Gartenpflege und der Ernte zu beteiligen. Naschgärten finden sich auch auf Schulhöfen, in Kindertagesstätten, öffentlichen Parks, in Gewerbegebieten oder als Teil von Gemeinschaftsgärten.
Einige Naschgärten sind Teil von Gemeinschaftsprojekten, an denen verschiedene Generationen und Kulturen mitwirken.